# 宮川一朗太
宮川 一朗太（みやかわ いちろうた、1966年3月25日 - ）は、日本の俳優、声優、ナレーターである。
東京都新宿区出身。グリーンメディア所属。

## 来歴
武蔵中学校・高等学校卒業、早稲田大学第一文学部中退。
1983年、16歳の時に映画『家族ゲーム』のオーディションで、約3,000人の応募者の中から合格し、主人公・沼田茂之役で主演デビュー。日本アカデミー賞新人俳優賞を受賞し、若手俳優のホープとして大きな注目を集めた。1984年からテレビドラマに出演。フジテレビの『青い瞳の聖ライフ』など等身大の高校生役を多くこなした。映画『姉妹坂』では助演として好演、存在感を示した。
20代になると、柔和なルックスを活かした好青年から、そのイメージを逆手にとった悪役まで幅広くこなし、テレビドラマを中心に出演。バイプレーヤーとしてドラマ、映画などの出演の他、CM、ナレーションなど多方面に活躍の場を広げる。声優として、マイケル・J・フォックスの吹替えを担当している（後述）。
1991年から2006年12月24日（有馬記念当日）まで、『ドリーム競馬』（FNS西日本ブロックネット番組）の関西テレビ放送制作分（阪神、京都開催時）の総合キャスターを務めた。2013年、ドラマ『半沢直樹』に江島副支店長役で出演、銀行支店長の腰巾着で部下たちには横暴な態度を取り威張り散らすという難儀な役柄演じ、新境地を開拓した。以後、善人から一癖も二癖もあるワルまで幅広く演じ分ける俳優となった。バラエティ番組にも多く出演。特にクイズ番組で知識の豊富さを発揮した。
2021年7月1日、横浜市に学習塾「いち塾」を開校、塾講師を務めていた娘婿を塾長に迎えた。また、宮川が自ら演技指導を行う芸能コースも併設した。しかし、受験合格の実績がないため塾生が集まらず、固定費の維持が難しくなり学習塾は止むなく閉鎖。芸能コースのみ独立させて仕切り直す。2025年5月現在、横浜から港区南青山のスタジオに教室を移し、俳優育成スクール「いち塾」を主宰。後進の指導にあたっている。

## エピソード

### 芸能界入りのきっかけ
私立男子中学校在学中（2年生か3年生の頃）にテレビドラマ『3年B組金八先生』第1シリーズを見ていたところ、小学校時代の同級生が生徒役で出演していた。ドラマとは言え、男女共学の学校生活は中高一貫教育の男子校に通っていた宮川の目には羨ましく映り「自分も役者になってテレビに出ればモテるかもしれない」と考えるようになった。高校1年の16歳の時に劇団「東京芸術学院」に入所。同学院では、アメリカ的な自由な演技の気持ちや感情表現を教わった。このため、一般的な劇団がやる発声・滑舌の練習などを教わることは全くなかった。
両親は当初、部活動の延長のような感じだろうと捉え、宮川が芝居に傾倒していることを認めていたが、劇団に入って1年以上経っても一向に進展が見られないため心配になった。高校2年生の夏、両親から「芝居は一旦辞めてとりあえず受験勉強しなさい。大学に入ってからもう一回やればいい」と諭されたが「もうすぐ何かのオーディションに受かる気がする」などと嘯いた。

### 俳優デビュー後
1981年10月、映画『家族ゲーム』のオーディションを受ける。それまで10回ぐらいオーディションに落ち続けていたため、同作の面接でも「どうせ落ちるだろうな」との思いからやる気なく受答えをした。するとその生意気な感じが主人公・沼田茂之役のキャラにピッタリということで、思いがけず合格をもらえた。
通っていた高校は非常に自由な校風だったため、学業に支障を来さず、一定の成績を修めていれば芸能活動を認めていた。芝居の魅力に取り付かれてずっと役者を続けたいと考え、大学に行くにして演劇を学びたいとの思いから早稲田大学第一文学部演劇科に進学。『家族ゲーム』以降20代半ばまでは、テレビ・映画と順調に出演を続けた。
かなりの童顔で30歳を過ぎた頃に20歳に見えるほどだったが、このことは作品によって武器にもウィークポイントにもなった。このため20代後半ぐらいから大人っぽい役が中々もらえないという不遇の時代を迎え、数年間は役者としての仕事が激減した。

### 競馬
20歳の時にとある先輩役者から誘われたことがきっかけで、競馬をやり始めた。25歳から担当した関西の競馬中継番組『ドリーム競馬』の司会の収入は、その後役者として不遇の時代を迎えた宮川家の生活を支えることとなった。
2003年の二冠馬ネオユニヴァース（皐月賞・日本ダービー優勝）や重賞勝ちのあるロサード、ステイゴールドの全妹のレクレドール、ディープインパクトの全弟のオンファイアといった各馬の一口馬主でもあった。ちなみに2006年、サンテレビジョン『園田・姫路競馬ダイジェスト』で「兵庫ジュニアグランプリイベント」（ゲスト出演）の募集告知があった際、肩書きが「競馬キャスター」となっていた。

### マイケル・J・フォックスの吹き替え
マイケル・J・フォックスの多くの作品で吹き替えを担当。声優としてデビューした作品は、日本で1986年から放送が始まった、マイケル主演の海外ドラマ『ファミリータイズ』である。この作品でマイケル演じる主人公アレックス・P・キートンの吹き替えを担当したが、開始直後は自分の声がマイケルに合うのか不安を抱えながら収録に臨んだ。ほどなくしてこの吹替えが視聴者から好評を得たことで、自信を持ってマイケルの声を演じられるようになった。
マイケルの役作りで本人が重要と思うことは、彼が演技をしてる最中に身振り手振りをする事が多い為、それに合わせて声の強弱や高低を付けたり、場面に応じて声を裏返らせる事だとしている。以来マイケルの主演ドラマ『スピン・シティ』の他、主に長編映画のフジテレビ放送版で彼の吹き替えを多く担当した(詳しくは、「出演」の吹き替えの欄を参照)。

#### 『バック・トゥ・ザ・フューチャー』シリーズ
マイケルの代表作である『バック・トゥ・ザ・フューチャーシリーズ』の主人公マーティ役の吹替えについて、「いつかはやらせてもらえるだろう」と思っていたが、何年経っても声が掛からなかった。長年同役を熱望していたため、2014年にBSジャパン（BSテレビ東京）放送の第1作『バック・トゥ・ザ・フューチャー』のマーティ役に起用された時は、震えるほど感激したという。第2作以降は予算等の関係から実現しなかったが、4年後の2018年に同じくBSジャパンでの放送用として『バック・トゥ・ザ・フューチャー PART2』と『バック・トゥ・ザ・フューチャー PART3』の宮川による新吹き替え版が実現した。
第1作の吹替えの話をもらった時点で48歳頃だった宮川は、若かりし頃のマイケルの声のイメージを思い出す必要があると考えた。事前にもらった『バック・トゥー・ザ・フューチャー』の原盤と台本を自宅などで読み、独自に演じた音声を携帯電話で繰り返し録音・再生して細かくチェックした。第2作、第3作の依頼を受けた際も、同じ形でそれぞれ約10時間を費やし(計30時間)、当時のマイケルの声のイメージを掴んでから本番に臨んだ。また、視聴者にマーティ役を身近な存在に感じてもらうため、意図的にせりふの途中や語尾に息を混じらせたり、息を漏らす、という役者の発声法を用いている。
かつてソフト版の同シリーズでマーティを吹き替え、BSジャパン版で相棒ドク・ブラウン（クリストファー・ロイド）の吹き替えを担当した山寺宏一は、「かつて（マーティを）吹替えた者から見ても、宮川さんのマーティは悔しいくらいピッタリ！」と絶賛している。宮川は山寺からこう評されたことを「本当にうれしいですし、僕の心の支えです」と語りつつも、競合してマイケルの吹き替えを担当した山寺や三ツ矢雄二については敬意を払っており、「（自身は）声優としての力量はお二人の足元にも及びません」としている。

## 人物

### 家族
私生活では、1990年にフリーライターの女性と結婚。2人の娘をもうけたが、2005年6月10日に離婚（2013年11月9日放送の番組『ギリギリくりぃむ企画工場 くりぃむのまいったなぁ互助会SP』で公表）。離婚のきっかけは妻に内緒で前述のネオユニヴァースの一口馬主に175万円を投じていたこと。最終的に3000万円以上も儲かったというが、その時はすでに別居中だったという。協議離婚に際し、宮川が親権者となり父子家庭生活が始まった。当時10代の思春期だった娘たちから「（自分たちが20歳を過ぎるまで）離婚したことを内緒にして欲しい」と懇願されたため公表せず、他者に頼らずシングルファーザーとして悪戦苦闘しながら娘たちを育てた。
離婚後、元妻は東京を離れて地方で生活していたが折につけ連絡を取っており、各々子どもたちの親としての務めを果たしていた。2017年頃に元妻はガンを患い、その2年後には転移が確認される。高度医療を受けるために東京の病院に転院したが長期の入院生活を拒んだため、娘の提案で現在の自宅に迎え入れて在宅介護をする用意を整えた。しかし、自宅に迎え入れた翌日の2023年3月21日、宮川と長女に看取られ息を引き取ったことを自身のX（旧Twitter）で報告した。
2023年8月、初孫が誕生した。

### 趣味など
- 趣味は競馬、麻雀、パソコン、映画鑑賞[1]で、とくに競馬への造詣が深い。パソコンでは、日常の空いた時間にこれを駆使して国旗や百人一首の一覧を作っている[4]。映画鑑賞は「基本的に映画館で見る」と決めており、年間100本を観ることを目標にしている[13]。

- 2014年には漢字検定準1級を取得しており[4]、クイズ番組『東大王』（TBS系列）においては、漢字の知識のみならず「難問オセロ」のコーナーにて司令塔を務めることから番組内で「オセ朗太」と呼ばれており[3]、通算対戦成績では東大王チームに勝ち越している。

- 子供の頃から趣味程度にオセロ好きだったが、『東大王』の「難問オセロ」で「オセロができるヤツが一人現れたらとんでもなく番組的に画期的な出来事かな」と考えたことから、オセロの勉強を本格的にやり始めた[4]。また、『東大王』などのクイズ番組の勉強を兼ねて、仕事の合間に世界遺産や日本各地の代表的な祭り[注釈 9]など様々な知識を得ている[4]。

### その他
- 好きな映画はたくさんあり、特に好きなのは『バック・トゥ・ザ・フューチャーシリーズ』、『スター・ウォーズシリーズ』、『スティング』[13]。『バック・トゥ・ザ・フューチャー』の第1作目は、これまでに数え切れないほど観ている[注釈 10]。『スター・ウォーズ』については、「僕の青春のすべてです！」と評している[13]。

- 憧れの俳優は、ロバート・レッドフォード[13]。

- 2017年放送のドラマ『Re:Mind』で共演したことがきっかけで日向坂46（共演当時はけやき坂46）のファンとなり、2019年3月に行われたライブではVTRのナレーションも担当した。

- ウッチャンナンチャンの内村光良に似ており、内村も「自分は宮川一朗太の分身」などとネタにしていた。『夢で逢えたら』のコント、「いまどき下町物語」にも内村演ずるムギ太郎の弟、ネギ太郎として準レギュラー出演していた。2021年放送の『あしたの内村』では、シミュレーションドラマで内村役を演じた[21]。

## 出演
太字はメインキャラクター。

### テレビドラマ
- ザ・サスペンス 共犯の女たち（1984年3月10日、TBS）[22]
- アイコ17歳（1984年3月21日・28日、TBS） - 石上草介 役[注釈 11]
- ぼくたちの疾走（1984年5月9日 - 9月26日、TBS） - 主演・大山安夫 役
- 月曜ワイド劇場 契約母子（1984年8月6日、テレビ朝日）
- 青い瞳の聖ライフ（1984年10月17日 - 1985年4月3日、フジテレビ） - 高樹祐太郎 役
- 金曜女のドラマスペシャル お・ふ・く・ろ（1985年5月3日、フジテレビ）
- OH!わが友よ（1985年、TBS）[23]
- ヤヌスの鏡（1985年12月4日 - 1986年4月16日、フジテレビ） - 進東哲也 役
- 大人になるまでガマンする（1986年4月11日 - 5月16日、TBS） - 尾崎信孝 役
- 月曜ドラマランド チェッカーズin涙のリクエスト（1986年4月14日、フジテレビ）
- 火曜サスペンス劇場（日本テレビ）
  - ウェディング・ベル（1986年6月17日） - 夏村一樹 役
  - 盗聴する女（1986年12月16日） - 内藤隆二 役[24]
  - 99%の誘拐（1992年3月24日）[25]
  - 盲人探偵・松永礼太郎3「乳房」（1994年9月13日） - 高井伸夫 役
  - 下町葬儀屋事件簿（1995年4月11日）[26]
  - 取調室シリーズ - 大河原大介 役
    - 取調室7（1997年9月9日）
    - 取調室8（1998年5月19日）
    - 取調室9（1998年12月1日）
    - 取調室10（1999年6月15日）
    - 取調室11（2000年1月25日）
    - 取調室12（2000年6月27日）

  - 弁護士・高林鮎子シリーズ
    - 女弁護士・高林鮎子21「上毛高原逆流の殺意」（1997年11月11日） - 辻本茂 役
    - 弁護士・高林鮎子34「志摩の旅・みえ6号毒殺連鎖」（2005年7月5日） - 渡辺刑事 役

  - 当番弁護士5（1998年1月27日） - 松本正明 役
  - 女監察医 室生亜季子23「不審死体」（1998年2月3日） - 八木凉一 役
  - 考古学者 佐久間玲子2（2002年6月18日）
  - 下町・銭湯騒動記1（2002年10月22日） - 広川晋 役
  - 街の医者・神山治郎5「母親」（2003年10月28日） - 岡部 役
  - 容疑者（2005年2月22日） - 八木義昭 役[27]
  - 那須・四季通信（2005年8月16日） - 山村和哉 役
- 白虎隊（1986年12月30日・31日、日本テレビ） - 飯沼貞吉 役
- 田原坂（1987年12月30日・31日、日本テレビ） - 大山辰之助 役
- ああ嫁さん（1988年1月4日 - 3月25日、TBS）
- 長七郎江戸日記 第2シリーズ（1988年1月5日 - 12月20日、日本テレビ） - 友吉 役[注釈 12]
- ベイシティ刑事 第22話「時効 それぞれの10年」（1988年3月9日、テレビ朝日）
- 東芝日曜劇場 第1675回「胡桃の部屋」（1989年2月26日、TBS）
- 土曜ワイド劇場→土曜プライム・土曜ワイド劇場（テレビ朝日）
  - 牟田刑事官事件ファイル10（1989年4月22日） - 野沢孝 役
  - 桜島1000キロ殺人空路（1990年6月2日） - 柿本刑事 役
  - 裏窓殺人事件（1993年4月24日）
  - 新・女弁護士 朝吹里矢子シリーズ - 風見史朗 役[28]
    - 新・女弁護士 朝吹里矢子1「夢の告発」（1994年12月10日）
    - 新・女弁護士 朝吹里矢子2「ビワの木の復讐」（1995年9月23日）
    - 新・女弁護士 朝吹里矢子3「逆転の法廷！」（1996年3月23日）
    - 女弁護士 朝吹里矢子4「僧衣を着た銀行強盗の告発!?」（1996年10月19日）

  - 家政婦は見た!22（2004年1月10日） - 小寺俊一 役
  - 救急救命士・牧田さおり5（2007年2月3日） - 山田医師 役
  - 女刑事・左近山響子（2011年5月7日） - 望月雄二 役
  - 司法教官・穂高美子1（2011年9月3日） - 副島五郎 役
  - 再捜査刑事・片岡悠介シリーズ
    - 再捜査刑事・片岡悠介3 （2012年3月24日） - 須田昭文 役
    - 再捜査刑事・片岡悠介6（2014年4月26日） - 山脇卓治 役

  - 内田康夫サスペンス・福原警部4（2012年4月14日） - 三好勇 役
  - 終着駅シリーズ
    - 終着駅シリーズ28「残酷な視界」（2014年6月28日） - 大泉武男 役
    - 終着駅シリーズ36「雪の螢」（2020年1月9日） - 泉田耀造 役[注釈 13]

  - 人類学者・岬久美子の殺人鑑定シリーズ - 佐藤元 役
    - 人類学者・岬久美子の殺人鑑定5（2014年11月8日）
    - 人類学者・岬久美子の殺人鑑定6（2016年6月11日）

  - 警視庁・捜査一課長〜ヒラから成り上がった最強の刑事!〜5（2015年10月17日） - 川原茂樹 役
  - 新ヤメ検の女1（2015年11月7日） - 飯塚誠 役
  - 叡古教授の事件簿（2016年5月21日） - 鳥坂久章 役
- 世にも奇妙な物語（フジテレビ）
  - くせ（1990年7月12日） - 笹岡良平 役
  - 残像（1991年7月25日） - 主演・津村圭一 役
  - 夏の特別編 (2020年)「しみ」（2020年7月11日） - 三浦五郎 役
- 月曜ドラマスペシャル→月曜ミステリー劇場→月曜ゴールデン→月曜名作劇場（TBS）
  - 隅田川花火大会殺人事件（1990年8月6日） - 高野伸悟 役
  - 松本清張作家活動40周年記念・西郷札（1991年4月8日）
  - 西新宿俳句おばさん事件簿シリーズ - 高部平吉 役
    - 西新宿俳句おばさん事件簿1「私でない私の犯罪」（1993年4月19日）
    - 西新宿俳句おばさん事件簿2「霊園ツアーの犯罪」（1994年5月9日）
    - 西新宿俳句おばさん事件簿3「愛犬家に捧げる犯罪」（1995年6月26日）

  - 金田一耕助の傑作推理「迷路の花嫁」（1993年9月20日） - 植村欣之助 役
  - 不倫調査員・由美の推理「十二秒の誤算」（1995年10月23日） - 田沢正人 役
  - 浅見光彦シリーズ
    - 浅見光彦シリーズ8「鳥取雛送り殺人事件」（1997年3月10日） - 松永秀久 役
    - 浅見光彦シリーズ21「平家伝説殺人事件」（2005年12月26日） - 稲田教由 役
    - 浅見光彦シリーズ25「姫島殺人事件」（2008年4月7日） - 浦本智文 役

  - 京都・金沢殺人事件（1998年4月20日） - 加津山 役[29]
  - 税務調査官・窓際太郎の事件簿3（1999年6月21日） - 曽根忠志 役
  - 運のない女 最期の誕生日（2005年8月22日） - 沢木雅也 役
  - 弁護士二重丸承子「赤い不在証明」（2005年11月14日） - 大谷文彦 役
  - 楽園のライオン（2007年5月28日） - 尾形社長 役
  - 赤かぶ検事奮闘記1（2009年5月11日） - 松岡信夫 役
  - 遺品整理人 谷崎藍子4「身代わりの花」（2014年1月20日、毎日放送） - 中森伸也 役
  - ヤメ判 新堂謙介 殺しの事件簿3（2014年5月26日） - 藤安俊作 役
  - 警視庁心理捜査官・明日香4（2014年6月16日） - 高辻久典 役
  - 銭の捜査官 西カネ子シリーズ - 熊里進 役
    - 銭の捜査官 西カネ子1（2016年2月15日）
    - 銭の捜査官 西カネ子2（2019年2月18日）

  - 犯罪資料館 緋色冴子シリーズ『赤い博物館1』（2016年8月29日） - 友部義男 役
- 裸の大将スペシャル「清の放浪・旅芝居」（1991年4月7日、関西テレビ・フジテレビ） - 山崎 役
- しゃぼん玉（1991年10月10日 - 12月19日、フジテレビ） - 平野丈次 役
- いとこ同志（1992年10月14日 - 12月23日、日本テレビ） - 松下鉄也 役
- 私の生徒は12人（1992年、TBS）
- 正月ドラマ・坊っちゃん -人生損ばかりのあなたに捧ぐ-（1994年1月1日、NHK総合） - うらなり 役
- 遠い国からの殺人者（1995年、NHK総合） - 小川刑事 役
- 御家人斬九郎 第1シリーズ 第1話「かたてわざ」（1995年1月11日、フジテレビ） - 徳松 役
- 静かなるドン FOREVER（1996年、日本テレビ）
- 竜馬におまかせ!（日本テレビ）- 小島四郎 役
  - 第8話「荒木三太夫らぐたいむばんど その1」（1996年5月29日）
  - 第10話「荒木三太夫らぐたいむばんど その3」（1996年6月12日）
- はぐれ刑事純情派（テレビ朝日）
  - 第10シリーズ 第4話「懸賞ブームの女!? 同居妻の悲劇」（1997年4月23日）
  - 第16シリーズ 第10話「狙われた六月の花嫁」（2003年6月4日） - 内田史郎 役
- ブースカ! ブースカ!!（1999年10月2日 - 2000年6月24日、テレビ東京） - 泡手門之介 役
- バカヤロー!2000 ニッポン人の怒りが爆発する!!「前向きが何だ!」（2000年3月29日、日本テレビ）
- 陰陽師 第1話「玄象」（2001年4月3日、NHK総合） - 鹿島貴次 役
- コンビにまりあ（2001年4月 - 5月、中部日本放送・TBS） - 有馬詠一 役
- はみだし刑事情熱系 PART6 第5話「2人の男が娘の悩み 浮気の監視トリック」（2001年10月31日、テレビ朝日） - 榊原孝雄 役
- 女と愛とミステリー（テレビ東京）
  - 嘱託刑事・小山田昭平「旅路の果て」（2001年10月3日） - 副島高志 役
  - 小早川警視正1「京都羅生門殺人旅情」（2002年5月15日） - 近藤健 役
  - みちのく蕎麦街道殺人事件（2003年4月16日） - 藤倉純一 役
  - 山岳救助隊・紫門一鬼5「殺人山行 不帰ノ嶮」（2003年8月27日） - 吉野達郎 役
- 京都地検の女 第1シリーズ 第6話「年上の女が殺される！黙秘するカリスマ美容師」（2003年8月28日、テレビ朝日） - 辻本潔 役
- 金曜エンタテイメント（フジテレビ）
  - おばさんデカ 桜乙女の事件帖11（2002年12月27日） - 山内孝司 役
- 国盗り物語（2005年、テレビ東京） - 杉丸 役
- 水戸黄門（TBS）
  - 第34部 第3話「父子つないだ職人魂 -相馬-」（2005年1月24日） - 松之助 役
  - 第36部 第10話「夫婦の絆は河内節 -天橋立-」（2006年10月9日） - 清水屋清七 役
  - 第40部 第5話「美人剣士の婿選び -山形-」（2009年8月24日） - 小谷平作 役
- 上を向いて歩こう〜坂本九物語〜（2005年8月21日、テレビ東京） - 坂本五 役
- 世直し順庵!人情剣 第3話「悲しい目をした女」（2005年10月31日、テレビ朝日） - 金井誠之助 役
- 天才てれびくんMAX「ランプのおばちゃん」（2006年、NHK教育）
- キッパリ!（2007年1月 - 2月、中部日本放送・TBS） - 窪塚洋平 役
- 華麗なる一族 第五回「運命を分けた死」（2007年2月11日、TBS） - 高須徹 役
- 新・京都迷宮案内4 最終話「二人だけの卒業式！二度殺された少女!!」（2007年3月8日、テレビ朝日） - 望月先生 役
- 八州廻り桑山十兵衛〜捕物控ぶらり旅 第4話「上総勝浦の大喧嘩!! 消えた三百両と哀しい母の愛…」（2007年5月29日、テレビ朝日） - 仁平 役
- ジョシデカ!-女子刑事-（TBS） - 鎌谷武 役
  - 第8話「悲劇的な結末」（2007年12月6日）
  - 第9話「犯人はあの人」（2007年12月13日）
- 水曜ミステリー9（テレビ東京）
  - 夏樹静子サスペンス特別企画「四文字の殺意 ひめごと」 （2008年2月6日） - 町田陽介 役
  - 温泉女将ふたりの事件簿1「愛媛道後温泉 五・七・五の殺人」（2012年5月16日） - 丸山聡一 役
  - 刑事・ガサ姫1〜特命・家宅捜索班〜（2012年8月1日） - 手塚雅也 役
  - 特命おばさん検事! 花村絢乃の事件ファイル3（2014年9月3日） - 上田達男 役
  - 廉恥 警視庁強行犯 樋口顕（2015年2月25日） - 楢崎公平 役
  - 逆転弁護士ヤブハラ2「京都・十七年前の真実」（2015年10月7日） - 平本啓一 役
- 相棒（テレビ朝日）
  - season6 最終話「黙示録」（2008年3月19日） - 犬井芳郎 役
  - season17 第14話「そして妻が消えた」（2019年2月6日） - 坂崎直哉 役
  - season19 第14話「忘れもの」（2021年1月27日） - 中迫俊也 役
- 金曜プレステージ（フジテレビ）
  - 剣客商売スペシャル・春の嵐（2008年4月11日） - 芳次郎 役
  - 奥様は警視総監3（2008年7月11日） - 松永隆之 役
  - 人情の女刑事・徳大寺操の浅草事件簿（2010年12月24日） - 大林博司 役
  - 十津川刑事の肖像4「第二の標的」（2011年5月27日） - 田村晋太郎 役
- 音女『闘うオトメ』 第21話（2008年5月、テレビ朝日）[30]
- バラエティーニュース キミハ・ブレイク『銀座の母ものがたり』（2009年4月11日、TBS）
- 必殺仕事人2009 第21話「最終章〜仕事人狩り!」（2009年6月19日、朝日放送・テレビ朝日） - 杉浦又兵衛 役
- 嵐がくれたもの（2009年8月31日 - 10月30日、東海テレビ・フジテレビ） - 森龍太郎 役
- 一応の推定（2009年12月20日、WOWOW）
- プレミアム8〈文化・芸術〉 シリーズ巨匠たちの肖像「ルソー 奇跡の素人」（2010年5月18日、NHK-BShi） - アンリ・ルソー 役
- ハンチョウ〜神南署安積班〜 第3シリーズ 第1話（2010年7月5日、TBS） - 小西博人 役
- フェイク 京都美術事件絵巻 第5回「能面の告白」（2011年2月1日、NHK総合） - 岩瀬健吾 役
- JIN-仁- 完結編（TBS） - 後藤象二郎 役
  - 第7話「永遠の愛と別れ」（2011年5月29日）
  - 第8話「歴史に逆う命の誕生…」（2011年6月5日）
- ジウ 警視庁特殊犯捜査係（テレビ朝日） - 佐々木巡査部長 役
  - 第3話「奇妙な3つの遺体!? 監禁された女刑事の白」（2011年8月12日）
  - 第4話「ついに悪魔が現れた!! 裸の女刑事・衝撃の告白!!」（2011年8月19日）
  - 第5話「少女誘拐立てこもり! 命がけの潜入監禁の罠」（2011年8月26日）
  - 第6話「突入5秒前!! 人質の命か? 愛する人の命か?」（2011年9月2日）
  - 第7話「お前がジウ? 姿を現したテロリスト最終決戦」（2011年9月9日）
- しあわせ色の花火（2011年8月13日、BS-TBS） - 山下昭一 役
- 最高の人生の終り方〜エンディングプランナー〜 第1話「僕、葬儀屋になります」（2012年1月12日、TBS） - 林田営業部長 役
- ビギナーズ!（2012年7月12日 - 9月20日、TBS） - 桃江好則 役
- 確証〜警視庁捜査3課 第2話「3課の流儀−取り戻したい大切なもの」（2013年4月22日、TBS） - 本多稔 役
- 家族ゲーム（フジテレビ） - 榎本貴史 役
  - 第1話「君は成績を上げたいと思うかい? 異常なる家庭教師が弟を壊す」（2013年4月17日）
  - 最終話「あの男が家庭教師になった理由〜彼は誰を殺したのか?」（2013年6月19日）
- TAKE FIVE〜俺たちは愛を盗めるか〜 第8話「宝塚スターから盗め男と女戦い」（2013年6月7日、TBS） - 五十嵐哲 役
- 半沢直樹 第一部（2013年7月7日 - 8月11日、TBS） - 江島浩 役
- 殺しの女王蜂（2013年10月4日 - 12月20日、テレビ東京） - 保安官 役
- よろず占い処 陰陽屋へようこそ（2013年10月8日 - 12月17日、関西テレビ・フジテレビ） - 高坂則男 役
- Dr.DMAT 第10話「巨大地震と戦う!」（2014年3月13日、TBS） - 大迫卓司 役
- LEADERS リーダーズ 第一夜（2014年3月22日、TBS）
- ルーズヴェルト・ゲーム 第1話「奇跡の逆転劇！涙の勝負!! 感動物語」（2014年4月27日、TBS） - 林田喜久雄 役
- 獣医さん、事件ですよ（2014年7月3日 - 9月18日、読売テレビ・日本テレビ） - 柴一生 役
- 匿名探偵 第2シリーズ 第3話「探偵と夢見がちな女」（2014年7月25日、テレビ朝日） - 柴田和馬 役
- アウトバーン マル暴の女刑事・八神瑛子（2014年8月9日、フジテレビ） - 田辺寛 役
- 黒服物語（2014年10月24日 - 12月12日、テレビ朝日） - 市村邦明 役
- 大江戸捜査網2015〜隠密同心、悪を斬る!（2015年1月2日、テレビ東京） - 山川喜八郎 役
- ドラマスペシャル 遺留捜査（2015年5月17日、テレビ朝日） - 白河文雄 役
- THE LAST COP/ラストコップ（日本テレビ） - 鈴木誠 役
  - 金曜ロードSHOW! 特別ドラマスペシャル（2015年6月19日）
  - 連続ドラマ（2016年10月8日 - 12月10日、日本テレビ）
- 金曜プレミアム（フジテレビ）
  - 赤い霊柩車シリーズ35「黒の審判」（2015年6月26日） - 志村陽介 役
- 土曜プレミアム 一千兆円の身代金（2015年10月17日、フジテレビ） - 宮坂管理官 役
- 南くんの恋人〜my little lover（2015年11月10日 - 2016年2月2日、フジテレビ） - 南昇 役
- 科捜研の女 season15 第5話「致死率100%の密室」（2015年11月19日、テレビ朝日） - 周藤勝則 役
- マネーの天使〜あなたのお金、取り戻します!〜 最終話「超ブラック企業を撃退せよ!!」（2016年3月24日、読売テレビ・日本テレビ） - 黒沼誠 役
- ドクターカー 第9話「美しき先輩女医の謎」（2016年6月9日、読売テレビ・日本テレビ） - 徳本健介 役
- ヤッさん〜築地発!おいしい事件簿〜 第三話「籠城レストラン」（2016年8月5日、テレビ東京） - 中尾喜一 役
- HOPE〜期待ゼロの新入社員〜（フジテレビ） - 江部徹 役
  - 第7話「同期の絆 俺たちがそばにいる」（2016年9月4日）
  - 第8話「最終決戦お前を守ってみせる」（2016年9月11日）
  - 最終話「未来へ旅立つ君に贈る言葉」（2016年9月18日）
- 探偵少女アリサの事件簿（2017年1月28日、テレビ朝日） - 相良恭司 役
- 誤差（2017年5月10日、テレビ東京） - 滝沢和之 役
- アキラとあきら（2017年7月 - 9月、WOWOW） - 井口正信 役
- 日曜ワイド（テレビ朝日）
  - 京都南署鑑識ファイル11（2017年7月23日） - 石井弘之 役
- トットちゃん!（2017年10月 - 12月、テレビ朝日） - 佐々木伸夫 役
- Re:Mind（2017年10月20日 - 12月29日、テレビ東京） - 林友幸 役
- さくらの親子丼 七杯目「引きこもりの少年と親子丼」（2017年11月18日、東海テレビ・フジテレビ） - 蔵前センター長 役
- ミステリースペシャル（テレビ朝日）
  - ふぞろい刑事（2017年12月21日、朝日放送） - 新藤晋吉 役
- 特命刑事 カクホの女（テレビ東京）
  - 特命刑事 カクホの女 最終話「死者から宣戦布告! 無差別テロ&時限爆弾 留置所で被害者怪死…3年前自殺した婚約者 真相の値段2000万円!? 復讐劇に衝撃ラスト」（2018年3月9日） - 安西 役
  - 特命刑事 カクホの女2 第1話「横浜で無差別連続無差別殺人 爆破まで99秒! 女医が遺した謎のメッセージ"テオ"? 真犯人暴くカギは三角の小籠包!? 卑劣な悪をカクホ!」（2019年10月18日） - 斉藤（堀田） 役
- 特捜9 season1 第1話「一万年の殺人」（2018年4月11日、テレビ朝日） - 井出博光 役
- 日曜プライム（テレビ朝日）
  - ドラマスペシャル・CHIEF〜警視庁IR分析室〜（2018年4月15日） - 小田切直人 役
- 執事 西園寺の名推理 第5話「天才画家が謎の自殺 2億円絵画の秘めた闇 B5遺書のトリック」（2018年5月18日、テレビ東京） - 庄司渉 役
- ドラマスペシャル・68歳の新入社員（2018年6月18日、関西テレビ） - 戸田浩司 役
- 嫌われ監察官 音無一六〜警察内部調査の鬼〜5（2018年7月6日、テレビ東京） - 室岡徹 役
- 孤高のメス（2019年1月13日 - 3月3日、WOWOW） - 野本六郎 役
- KTS鹿児島テレビ開局50周年記念ドラマ「前田正名 -龍馬が託した男-」（2019年2月5日、鹿児島テレビ） - 大久保利通 役
- 集団左遷!! 第5話「さらば、愛しの男!? 前代未聞の大失敗!!」（2019年5月19日、TBS） - 太田幸司 役
- ストロベリーナイト・サーガ（フジテレビ） - 東尾刑事課長 役
  - 第9話「姫川班解体!? 伝わらない想いと再会への誓い」（2019年6月6日）
  - 第10話「最終章突入!! 姫川玲子VS青い仮面の殺人鬼!」（2019年6月13日）
  - 最終話「最凶の正義 ブルーマーダー永遠の殺意と愛」（2019年6月20日）
- 大富豪同心（NHK BSプレミアム） - 吉兵衛 役
  - 第9回「刺客と揚羽蝶!」（2019年7月5日）
  - 最終回「あいつは、ただの同心?」（2019年7月12日）
- 警視庁ゼロ係〜生活安全課なんでも相談室〜 SEASON4（2019年7月19日 - 9月6日、テレビ東京） - 今川兵馬 役
- ハル〜総合商社の女〜 第4話「"夢の映画"大作戦 20億円の壁…!? 超冷酷社長を倒せ」（2019年11月11日、テレビ東京） - 飯島利彦 役
- 頭取 野崎修平（2020年1月19日 - 2月16日、WOWOW） - 村上哲也 役
- 絶対零度〜未然犯罪潜入捜査〜 第7話「最恐悪女、登場! その毒牙が狙う標的は」（2020年2月17日、フジテレビ） - 真鍋哲郎 役
- 鉄の骨（2020年4月18日 - 5月16日、WOWOW） - 兼松巌夫 役
- 未解決の女 警視庁文書捜査官 シーズン2 第1話「熱血&頭脳派刑事コンビが復活!! 文書改ざんと不倫女優の点と線!? 空白5年の連続殺人…涙の結末」（2020年8月6日、テレビ朝日） - 幸坂達治 役
- 刑事7人（テレビ朝日）
  - Season6 第8話「検察側の証人・天樹悠」（2020年9月23日） - 本多拓也 役
  - Season9 - 下松譲 役
    - 第1話「始まり」（2023年6月7日）
    - 第6話「連鎖」（2023年7月12日）
    - 第7話「記憶」（2023年7月19日）
- 記憶捜査2〜新宿東署事件ファイル〜（テレビ東京） - 水之江洋一 役
  - 第6話「殺人高速バス467キロ 12番目の客が消えた!? 空白7分」（2020年11月27日）
  - 最終話「容疑者20人の迷宮!! 殺人バス…100万円のトリック」（2020年12月4日）
- 三屋清左衛門残日録 陽のあたる道（2021年9月20日、時代劇専門チャンネル） - 駿河屋庄八 役
- ドクターX〜外科医・大門未知子〜 第7シリーズ（テレビ朝日）
  - 第3話「たこつぼ心筋症…スキャンダル隠蔽オペ1000万!!」（2021年10月28日）
  - 第8話「さよなら友よ〜外科医の宿命」（2021年12月2日）
- わげもん〜長崎通訳異聞〜（2022年1月8日 - 29日、NHK総合） - 白井達之進 役[31]
- 正直不動産 第1話「嘘がつけなくなった不動産屋」（2022年4月5日、NHK総合） - 松崎誠也 役[32]
- 大岡越前6 第7話「母子の真実」（2022年6月24日、NHK BSプレミアム） - 升蔵 役
- シャイロックの子供たち（2022年10月9日 - 11月6日、WOWOW） - 富永孝弘 役
- ザ・トラベルナース 第1シリーズ（テレビ朝日） - 花岡耕吉 役
  - 第5話「逃げる患者とナース 禁断の秘密!?」（2022年11月17日）
  - 第6話「ナースたちの逆襲!? クビをかけた大暴露」（2022年11月24日）
  - 最終話「さよなら静さんー嘘つきナース、最後の秘密!?」（2022年12月8日）
- 赤ひげ4 第7回「ちゃんの涙」（2022年12月16日、NHK BSプレミアム） - 重吉 役
- インフォーマ（2023年1月20日 - 3月24日、関西テレビ）[33]
- 藤子・F・不二雄 SF短編ドラマ シーズン1 『流血鬼』（2023年4月30日、NHK BSプレミアム・NHK BS4K）
- ゲキカラドウ2（テレビ東京） - 桐生 役[34]
  - 第10話「辛口中国企業と激辛中国料理」（2023年6月8日）
  - 第11話「辛口中国企業と激辛タンメン」（2023年6月15日）
- 落日（2023年9月10日 - 10月1日、WOWOW） - 甲斐良平 役[35]
- 家政夫のミタゾノ 第6シーズン 最終話「さらば…ミタゾノ!! 華麗なるM家の悲劇」（2023年12月5日、テレビ朝日） - 桃山康介 役[36]
- 大河ドラマ 光る君へ（2024年1月7日 - 12月15日、NHK総合） - 藤原顕光 役[37]
- 誰かがこの町で（2024年12月8日 - 29日、WOWOW） - 延川善治 役[38]
- 五十嵐夫妻は偽装他人（2025年1月9日 - 3月27日、テレビ東京） - 五十嵐正孝 役
- イグナイト -法の無法者-（2025年4月18日 - 6月27日、TBS） - 宇崎裕生 役[39]
- キャスター 第2話「オンライン賭博とスポーツの闇」（2025年4月20日、TBS） - 仁科康之 役[40]
- 能面検事（テレビ東京） - 折伏崇 役[41]
  - 第4話「検察の裏切り者」（2025年8月1日）
  - 第5話「白骨の本音」（2025年8月8日）

### 映画
- 家族ゲーム（1983年、ATG） - 沼田茂之 役
- 姉妹坂（1985年、東宝） - 柚木冬悟 役
- おニャン子ザ・ムービー 危機イッパツ!（1986年、東宝） - マージャン・ボーイ 役
- 本場ぢょしこうマニュアル 初恋微熱篇（1987年、東映） - 中野君介 役
- ゴキブリたちの黄昏（1987年、ヘラルド・エース） - イチロー 役
- 死線を越えて 賀川豊彦物語（1988年） - 野坂参三 役
- 独身アパートどくだみ荘（1988年、松竹富士） - 六田大助 役
- ペエスケ ガタピシ物語（1990年、松竹） - ヨシオ 役
- 未来の想い出 Last Christmas（1992年、東宝） - 杉田行男 役
- ゴジラvsメカゴジラ（1993年、東宝） - 曽根崎淳 役[2]
- ウルトラマンゼアス2 超人大戦・光と影（1997年、松竹） - 数学 役
- カンフーくん（2008年、角川映画）※友情出演
- ラストゲーム 最後の早慶戦（2008年、シネカノン） - 外岡太一郎 役
- ぼくのおばあちゃん（2008年、キノシタ・マネージメント） - 鈴木憲次 役
- 空へ-救いの翼 RESCUE WINGS-（2008年、角川映画） - 海上自衛隊護衛艦副長 役
- 感染列島（2009年、東宝） - 宮坂医師 役
- 希望ヶ丘夫婦戦争（2009年、バイオタイド） - 猫田千吉 役
- 呪怨 白い老女（2009年、ティ・ジョイ / 東映ビデオ） - 柏木一 役
- 釣りバカ日誌20 ファイナル（2009年、松竹）
- 武士の家計簿（2010年、松竹 / アスミック・エース） - 奥村丹後守栄実 役
- やさしい手（2010年） - 島村圭太 役
- 白夜行（2011年、ギャガ） - 寺崎忠夫 役
- 大地の詩 -留岡幸助物語- （2011年）
- 恐怖新聞（2011年、パラレル） - 高清水学 役
- 麻雀飛翔伝 哭きの竜 外伝（2011年） - 音無光一 役
- セイジ -陸の魚-（2012年、ギャガ / キノフィルムズ） - 動物愛護団体の男性職員 役
- 富士見二丁目交響楽団シリーズ 寒冷前線コンダクター（2012年、ビデオプランニング） - 大森一 役
- センチメンタルヤスコ（2012年、る・ひまわり）
- セカンドバージンの女 通り雨（2012年）
- るろうに剣心（2012年、ワーナー・ブラザース映画） - 桂小五郎 役
- パーティは銭湯からはじまる（2012年）
- 空の境界（2013年、セントラルメディアプロモート / 横田佳代子事務所） - 相馬 役
- 武士の献立（2013年、松竹） - 景山多聞 役
- 黒執事（2014年、ワーナー・ブラザース映画） - 篠崎洋造 役
- 幻肢（2014年、エイチ・ツー） - 川端准教授 役
- チョコリエッタ（2015年） - 岡見 役
- ソロモンの偽証 前篇・事件 / 後篇・裁判（2015年3月7日・4月11日、松竹） - 柏木則之 役
- ポプラの秋（2015年9月19日、アスミック・エース / シナジー） - 西岡さん 役[42]
- の・ようなもの のようなもの（2016年1月16日公開、松竹） - 弁当屋のオジちゃん 役
- フローレンスは眠る（2016年、ジャングルウォーク） - 佐藤英樹 役[43]
- LAST COP THE MOVIE（2017年5月3日、松竹） - 鈴木誠 役
- やっさだるマン（2018年4月21日公開、スターキャット） - 向井さん 役
- 波乗りオフィスへようこそ（2019年4月19日公開、マジックアワー） - 橘俊介 役
- スタートアップ・ガールズ（2019年9月6日公開、プレシディオ） - 研究所所長 役
- おかあさんの被爆ピアノ（2020年8月8日公開、新日本映画社） - 江口公平 役
- 科捜研の女 -劇場版-（2021年9月3日公開、東映） -  石室達也 役
- 虎の流儀 〜激突! 燃える嵐の関門橋〜（2022年9月30日） - 南豊不動産開発社長 青木 役[44]
- 夜明けのすべて（2024年2月9日公開、バンダイナムコフィルムワークス / アスミック・エース）[45]

### オリジナルビデオ
- 東大を出たけれど 麻雀に憑かれた男（2011年） - 山ちゃん 役

### Web配信ドラマ
- 【推しの子】（2024年11月28日 - 、Amazon Prime Video）第5話、第6話 - 小清水大地 役（TV局プロデューサ）

### 舞台
- 黒部の太陽（2008年10月、梅田芸術劇場）
- 水森かおり新春公演『初夢・恋どろぼう』（2010年1月、中日劇場）
- 愛が殺せとささやいた（2011年9月、草月ホール）
- 白虎隊 ザ・アイドル（2023年11月 - 12月、シアターサンモール）[46]

### ゲーム
- BSスーパーマリオUSAパワーチャレンジ（1996年、ルイージ）
- エキサイトバイク ぶんぶんマリオバトル（1997年、ルイージ）
- BS スーパーマリオコレクション（1997年、ルイージ）

### 吹き替え

#### 俳優
- マイケル・J・フォックス
  - ファミリータイズ（アレックス役）
  - カジュアリティーズ（マックス・エリクソン上等兵役）※フジテレビ版
  - 摩天楼はバラ色に（ブラントリー・フォスター役）※フジテレビ版（思い出の復刻版BD収録）
  - ハード・ウェイ（ニック・ラング役）※フジテレビ版（思い出の復刻版BD収録）
  - ドク・ハリウッド（ベン・ストーン役）※フジテレビ版
  - さまよう魂たち（フランク役）※ビデオ・DVD版
  - ディスカバリーチャンネル 全米捜索!バック・トゥ・ザ・フューチャー（本人役）
  - スピン・シティ（マイケル・フラハティ役）
  - 土曜プレミアム『人体再生ロマンSP2』※2006年4月29日放送
  - ボストン・リーガル（ダニエル・ポスト役）
  - マイケル・J・フォックス・ショウ（マイケル・ヘンリー役）
  - バック・トゥ・ザ・フューチャーシリーズ※BSジャパン版
    - バック・トゥ・ザ・フューチャー（マーティ・マクフライ役[47]）
    - バック・トゥ・ザ・フューチャー PART2（マーティ・マクフライ / マーティ・マクフライJr. / マーリーン・マクフライ役[48]）
    - バック・トゥ・ザ・フューチャー PART3（マーティ・マクフライ / シェイマス・マクフライ役[48]）

  - ANNIE/アニー（本人役[49]）

#### 洋画
- ドン・サバティーニ（クラーク・ケロッグ役、マシュー・ブロデリック）
- 超能力学園Z PART2 パンチラ・ウォーズ（ケビン役、トッド・エリック・アンドリューズ）
- バーニーズ あぶない!?ウィークエンド（ラリー役 アンドリュー・マッカーシー）
- ビー・ムービー（バリー・Bベンソン役 ジェリー・サインフェルド）
- ブロークン・アロー（ヘイル役 クリスチャン・スレーター）※日本テレビ版

### ラジオドラマ
- アドベンチャーロード （NHK-FM）
  - さらば・おやじどの（1986年9月1日 - 26日） - 新吾 役
  - ウィンブルドン（1989年1月16日 - 27日） - ヴィサリオン・ツァラプキン(ラスタス) 役
  - 空色勾玉（1989年6月5日 - 16日） - 稚羽矢 役
  - 時はそよ風、時はつむじ風（1989年9月11日 - 15日） - 俊司 役
- SFファンタジー　ビバ！スペース・カレッジ（1987年1月3日、NHK-FM） - 裕司 役
- 夢のひととき　ニコルの青春記（1987年8月10日 - 14日、FM東京）
- ミッドナイト・ファンタジー・ドラマ　サヨナラおもちゃ箱（1987年8月17日 - 21日、NHK-FM）
- FMシアター （NHK-FM）
  - サヨナラおもちゃ箱デラックス（1988年4月2日）　※90分バージョン
  - ぼくのスカート（1989年1月28日）
  - 熱愛（1989年9月23日）
  - 乳房の記憶（1997年11月15日） - 陽一郎 役[50]
  - リトルプリンセス二号（2006年6月24日） - 靖 役[51]
  - おしゃべりな夏（2011年7月16日）[52]
- サウンド夢工房 （NHK-FM）
  - 折原みとの“夢みるように愛したい”（1990年12月10日 - 14日） - 天使・リョウ 役
  - 折原みとの“天使の降る夜”（1990年12月17日 - 21日） - 天使・リョウ 役
- 青春アドベンチャー （NHK-FM）
  - 夢の木（1993年4月5日 - 16日） - 島崎先生 役[53]
  - ふたり（1993年7月5日 - 16日） - 神永哲也 役
  - おいしいコーヒーのいれ方Ⅱ 〜僕らの夏〜（1997年1月13日 - 17日） - 中沢博巳 役
  - おいしいコーヒーのいれ方Ⅹ 〜夢のあとさき〜（2006年12月18日 - 22日） - 中沢博巳 役[54]
- SOUNDS OF STORY〜ASADA JIRO LIBRARY〜　宰相の器（2014年5月17日、J-WAVE）[55]

### CM
- KDDI「メタルプラス」ナレーション（2007年）
- 花王「レイシャス」ナレーション（2007年）
- マイクロソフト「ブランドキャンペーン」ナレーション（2005年頃 - ）
- サントリー「白いなっちゃん」ナレーション（2008年）
- アリコジャパンナレーション（2008年 - ）
- アサヒ飲料「三ツ矢サイダー」ナレーション（2009年）
- 東日本旅客鉄道（JR東日本）「お正月はふるさとへ」ナレーション（2009年）
- 朝日新聞ナレーション（2010年）

### その他
- ドリーム競馬（1991年 - 2006年、関西テレビ） - 司会
- ダウンタウンのごっつええ感じ（1993年、フジテレビ） - 「連続テレビ小説 木瓜の花」レギュラー・花岡健一 役
- the FEAR（PS2用ゲームソフト・実写作品、2001年7月26日、エニックス） - 松村たかし 役
- 審理（裁判員制度広報映画、2008年、最高裁判所）
- ぶらり途中下車の旅（2011年 - 、日本テレビ）
- 世界の村で発見!こんなところに日本人（2014年4月11日 - 、朝日放送）
- ザ・タイムショック 新クイズ王決定戦（2017年3月30日 、テレビ朝日）
- しくじり先生 俺みたいになるな!!（2017年5月21日、テレビ朝日）[56]
- 東大王（2017年 - 2022年3月、TBS）
- 日向坂46（日向坂46デビューカウントダウンライブ!!）けやき坂46LAST LIVE VTRナレーション（2019年）
- 逃走中〜ハンターと鋼鉄の魔神〜 （2020年10月11日） - 開発主任 役 ※ドラマパート
- ヨルノヲケイバ（YouTube）
- 宮川一朗太のおっ!さんぽ（2022年3月30日 - 、BSJapanext）
- スタリオンライブラリー（2023年2月6日 - 、グリーンチャンネル）
- Qさま！（2024年12月9日、2025年8月18日、テレビ朝日）
- 徹子の部屋（2025年5月13日、テレビ朝日）[57]
- THEわれめDEポン （不定期、フジテレビONE、われめDEポン24時間SP2024優勝）

## ディスコグラフィ

### シングル
- 乾杯できない夜 （1985年10月21日発売、日本コロムビア AH-671 ※廃盤） - テレビドラマ『OH!わが友よ』挿入歌

作詞：秋元康 / 作曲：木戸やすひろ / 編曲：志熊研三

## 受賞歴
- 第7回日本アカデミー賞新人俳優賞（1984年、家族ゲーム）